# Toda la vida
«Toda la Vida» (Tutta la Vita en italiano; All Life Long en inglés) es una canción escrita y estrenada por el cantautor italiano Lucio Dalla. Fue lanzado en 1984 como el primer sencillo de su álbum de estudio Viaggi Organizzati (Viajes organizados), producido por Mauro Malavasi. Esta canción trata de un hombre que busca la libertad toda su vida, tratando de no enamorarse, solo para pasar un buen rato. Para el mercado de habla española, se lanzaron dos versiones y ambas alcanzaron su punto máximo en el número uno en la lista de tracks de Billboard Hot Latin al pasar tres semanas cada una en esa posición: una del cantante cubano Franco y otra por el artista mexicano Emmanuel. El Billboard Hot Latin Songs de 1986 fue la única vez en la historia de ese ranking que dos versiones de una misma canción alcanzaron el primer puesto, como puede verse en las listas del 11 de octubre y del 18 de octubre de 1986. Hasta la fecha, no está claro quién lanzó la primera versión de portada del sencillo musical.

## Versión de Lucio Dalla
Lucio Dalla, quien compuso y grabó Tutta la vita (Toda la vida) como primer sencillo de su álbum “Viaggi organizzati” (Viajes organizados) de 1984. Dalla nació en la ciudad de Bolonia en 1943. Un cáncer le arrebató a su padre a los 7 años. “Probé la sensación punzante de una pérdida que hizo que me dijera a mí mismo: desde hoy estás solo como un perro”, llegó a decir.Pero la muerte no lo abandonaría. 1967 fue un año que quedaría marcado en la memoria de Dalla por el suicidio de su gran amigo y también cantautor Luigi Tenco, ocurrido poco después de que este fuera eliminado del Festival de San Remo. Lucio Dalla fue uno de los primeros en encontrar su cuerpo. “No dormí durante un mes”, dijo.Para los años 80, Dalla era ya un cantautor consagrado en Italia. En 1984 salió al mercado Tutta la vita. A diferencia de la versión en español, la canción en italiano es un retrato autobiográfico que Lucio Dalla hizo de su carrera como artista. Viaggi organizzati”, álbum de 1984 que incluyó el tema “Tutta la vita”.
En cuanto a la letra, Dalla manifestó: “Me tomó más de un mes y medio hacerla. Naturalmente, la crítica de inmediato dijo que parecía que lo hubiese hecho metiendo una serie de frases una detrás de otra”. Sin embargo, la canción fue todo un éxito y Dalla llegó, incluso, a presentarse en Sudamérica: ofreció un exitoso concierto en el Festival de Viña del Mar de 1995.

## Versión de Franco
La versión de Franco de "Toda La Vida" se incluyó en su primer álbum titulado Yo Canto. Según su sitio web oficial, lanzó la primera versión de "Toda La Vida", alcanzando el número uno en Estados Unidos, durante tres semanas, y en México durante 30 semanas, vendiendo en ambos países y en el resto de Latinoamérica un millón de copias. El video musical del sencillo fue dirigido por Rodrigo García. Esta versión pasó 22 semanas en las listas americanas. Superando a Juan Gabriel y su canción "Yo No Sé Qué Me Pasó" en la cima de la lista Billboard Hot Latin Tracks, siendo superada por otra versión de la misma canción, del cantante mexicano Emmanuel. Esta versión clasificada en el número 32 en el resumen hecho por Vh1 Latinoamérica para las 100 mejores canciones de los años 80 en español

### Lista de canciones
1. «Toda La Vida» - 3:55
2. «Toda La Vida» (remix extendido) - 7:53
3. «Toda La Vida» (Partes I y II) - 7:50

### En la Lista deBillboard
| Lista                         | Posición |
| ----------------------------- | -------- |
| US Billboard Hot Latin Tracks | 1        |

## Versión de Emmanuel
"Toda la vida" fue lanzado como el sencillo principal del álbum de estudio del intérprete mexicano Emmanuel, Desnudo (lanzado en los Estados Unidos como Solo). Luis Gómez-Escolar hizo la adaptación española de la canción original escrita por Lucio Dalla. Según la presentadora mexicana de televisión Gloria Calzada, como presentadora de Video Éxitos que fue el primer programa de televisión sobre videos musicales y que se emitió entre 1984 y 1986 en Televisa, esta versión fue la primera adaptación española del sencillo. Emmanuel le dijo que él fue el primero en descubrir la música de Lucio Dalla en los años 80. Esta versión, junto con Franco, ubicada en el puesto 32 en el resumen hecho por VH1 Latinoamérica para las 100 mejores canciones de los años 80 en español. "Toda la vida" es un elemento básico en cada actuación en vivo de Emmanuel, y él se reconoce a menudo como su canción de su firma.

### Posicionamiento en listas

#### Semanales
| Lista (1986)                    | Máxima posición |
| ------------------------------- | --------------- |
| U.S. Billboard Hot Latin Tracks | 1               |

### Sucesión en las listas
| Predecesor: Yo no sé que me pasó de Juan Gabriel | U.S. Billboard Hot Latin Tracks — Sencillo N°. 1 11 de octubre de 1986 - 21 de noviembre de 1986 | Sucesor: ¿Y quién puede ser? de José José |

## Otras versiones
1. En su concierto en el Palacio de Bellas Artes de 1990, Juan Gabriel interpretó un pequeño fragmento de la canción.
2. En 1987, el pianista y vocalista canadiense Cos Natola escribió y produjo una versión totalmente original en inglés de Tutta la Vita, que posteriormente fue lanzada como sencillo por RCA Records en Canadá. Su otra cara era una composición de Natola titulada "Being Free" (el Epílogo del álbum Cos Natola titulado The Immigrant).
3. También en 1987, la cantante y actriz australiana Olivia Newton-John grabó una segunda versión en inglés de la canción y la incluyó en su álbum The Rumor, y además fue utilizada como número de apertura de la gira musical de Olivia en Australia titulada Olivia Down Under.[7]
4. En 1987, el equipo costarricense Saprissa lanzó su nuevo himno "Viva Saprissa" usando la melodía de esta canción y cambiando la letra para el equipo.
5. En 2008, la cantante mexicana Edith Márquez incluyó otra versión en español de la canción en su álbum Pasiones de Cabaret.[8]

## Homenaje a Lucio Dalla
Lucio Dalla falleció en el año 2012, lo que causó un gran pesar en Italia. El 4 de marzo de 2013, para conmemorar lo que hubieran sido sus 70 años, se organizó un concierto tributo en la Piazza Maggiore de Bolonia. Durante aquella velada, el actor italiano Marco Alemanno se encargó de recitar parte de la letra de Tutta la vita. Alemanno había sido el novio de Lucio Dalla, con quien llegó a convivir sus últimos 10 años.